# Mitofagia
La mitofagia è un evento cellulare di autofagia che porta alla degradazione selettiva dei mitocondri. La mitofagia viene inizializzata quando alcuni mitocondri diventano difettosi in seguito a danno cellulare o stress ossidativo. La mitofagia è mediata da: 
- Atg32 (nel lievito);
- NIX e il suo regolatore BNIP3 (nei mammiferi).

La mitofagia è regolata dalle proteine PINK1 e parkina .

## Origine del termine "mitofagia".
Il termine "mitofagia" venne coniato da J.J. Lemasters nel 2005.. Prima di questo contributo, nel 1962 venne osservato che nei lisosomi di epatociti fossero presenti dei frammenti di mitocondri , e nel 1977 una ricerca suggerì che i "mitocondri sviluppano alterazioni funzionali che potrebbero attivare l'autofagia".
La mitofagia è un evento chiave per lo stato di salute della cellula. Promuove il rinnovo all'equilibrio (steady state turnover) dei mitocondri e previene che mitocondri nonfunzionali possano accumularsi, pertanto evitando la degenerazione cellulare. Oltre alla rimozione selettiva dei mitocondri danneggiati, la mitofagia è un evento necessario per regolare il numero di mitocondri in risposta ai fabbisogni metabolici della cellula o durante alcuni stadi di sviluppo della cellula, come la differenziazione cellulare degli eritrociti [4].

## Pathways della mitofagia

### Nei mammiferi
Ci sono diversi pathways sfruttati dalle cellule dei mammiferi per indurre la mitofagia:
1. Pathway PINK1-Parkina;
2. Pathway inizializzato da recettori della mitofagia;
3. Transmitofagia.

#### Pathway PINK1-Parkina
Il pathway PINK1 e Parkina è di gran lunga quello meglio caratterizzato. Il pathway incomincia discernendo le caratteristiche tra mitocondri sani e danneggiati.
Una proteina coinvolta nel rilevamento della "qualità" mitocondri è PINK1, una proteina di 64-kD, anche detta chinasi indotta da PTEN (PTEN-induced kinase 1). PINK1 contiene una MTS (sequenza di etichettamento mitocondriale, mitochondrial targeting sequence) ed è reclutata dal mitocondrio.
Nei mitocondri sani: PINK1 è importata attraverso la membrana esterna attraverso il complesso TOM ed è parzialmente importata attraverso la membrana interna attraverso il complesso TIM: il risultato di questa azione è che PINK1 diventi una proteina transmembrana a livello della membrana mitocondriale interna.
Il processo di importazione nella membrana interna è associata con il clivaggio di PINK1 da una proteina di 64-kDa ad una di 60-kDa. Successivamente, PINK1 è clivata da PARL in un frammento di 52-kDa. Questa nuova forma di PINK1 è dunque degradata da proteasi presenti nel mitocondri.
Questi processi mantengono la concentrazione di PINK1 al di sotto di un certo valore soglia nei mitocondri sani.
Nei mitocondri danneggiati, la membrana mitocondriale interna diventa depolarizzata: in altre parole viene a mancare il potenziale di membrana necessario per l'importazione delle proteine mediata dal complesso TIM.
Nei mitocondri depolarizzati, PINK1 non è più importata nella membrana mitocondriale interna e non è clivata da PARL: di conseguenza le sue concentrazioni aumentano nella membrana mitocondriale esterna.
PINK1 in questo caso può reclutare la Parkina. Si pensa che PINK1 fosforili l'ubiquitina di Parkin al S65 per poter inizializzare il reclutamento della Parkina nei mitocondri.
La parkina è una E3 ubiquitina ligasi citosolica. Una volta localizzata nei mitocondri, PINK1 fosforila Parkin al S65, omologo al sito dove l'ubquitina venne fosforilata; ciò attiva la Parkina inducendo la dimerizzazione di questa e il cambiamento conformazionale del complesso in uno stato attivato. Questo permette l'ubiquitinazione Parkina-mediata verso altre proteine.
Poiché il reclutamento mediato da PINK1 avviene verso la superficie mitocondriale, la Parkina può ubiquitinare proteine nella membrana mitocondriale esterna. Alcune di queste proteine includono Mfn1/Mfn2 e mitoNEET.
L'ubiquitinazione delle proteine presenti sulla superficie dei mitocondri funge da fattore inizializzante la mitofagia.
La parkina promuove la formazione di legami di catene di ubiquitina su ambo K63 e K48.
L'ubiquitinazione di K48 inizializza la degradazione delle proteine e potrebbe permettere una degradazione mitocondriale passiva.
Si pensa che l'ubiquitinazione di K63 porti al reclutamento di adattatori dell'autofagia LC3/GABARAP che porteranno infine alla mitofagia which will then lead to mitophagy. Non si conoscono ancora quali siano le proteine necessarie e sufficienti per la mitofagia e come queste proteine, una volta ubiquitinate, inizializzino la mitofagia.